# Reserpinsäure
Bei der Reserpinsäure handelt es sich um ein Indolalkaloid aus der Reihe der Epialloyohimbane. Die Struktur wurde 1954 im Rahmen intensiver Beschäftigung mit den Rauvolfia-Alkaloiden aufgeklärt. Erst 1982 wurde Reserpinsäure aus pflanzlichem Material aus Rauvolfia vomitoria isoliert. Davor war sie lediglich als Metabolit des arzneilich genutzten Reserpin bekannt gewesen, aus dem sie durch Hydrolyse der beiden Esterbindungen entsteht und dessen Grundgerüst sie bildet. Reserpinsäure gilt – wie auch die sonstigen Abbauprodukte von Reserpin – als im Wesentlichen pharmakologisch inaktiv, wenngleich es Hinweise darauf gibt, dass sie wie dieses – jedoch in äußerst geringem Umfang – an vesikuläre Monoamintransporter bindet und damit die Aufnahme von Katecholaminen in Speichergranula stört.

## Reaktionen
Reserpinsäure bildet das Grundgerüst von Reserpin. Aufgrund dieser strukturellen Ähnlichkeit lassen sich aus ihren Reaktionen Rückschlüsse auf die Reserpin-Struktur ziehen. Vor allem zwei Reaktionen trugen zu deren Aufklärung und Zuordnung zu den Epialloyohimbanen bei:

### Lactonbildung
Da die Carboxygruppe am C-16 und die Hydroxygruppe am C-18 der Reserpinsäure leicht miteinander reagieren und dabei unter Wasserabspaltung ein Lacton ausbilden, müssen beide auf derselben Seite des Rings liegen.

Links die Reserpinsäure mit den cis-ständigen funktionellen Gruppen, rechts das Lacton.

### Quaternisierung
Wird die C-16-ständige Carboxygruppe zuerst mit Lithiumalanat zu einem primären Alkohol reduziert und dieser Alkohol in einem zweiten Schritt mit Tosylchlorid kondensiert, geht das C-22 (das Kohlenstoffatom der reduzierten ehemaligen Carboxygruppe) spontan eine Bindung mit dem Stickstoffatom in Position 4 ein, wodurch dieses eine positive Ladung bekommt. Zusammen mit dem abgehenden Tosylat-Anion ergibt das entstandene quartäre Ammoniumion ein Salz.

Links oben Reserpinsäure (ein tertiäres Amin), rechts oben der primäre Alkohol, rechts unten das Tosylderivat, links unten das quartäre Ammoniumion.

Damit der Angriff des partiell positiv geladenen C-22 auf das freie Elektronenpaar des N-4 in dieser Form gelingt, müssen die an die Kohlenstoffatome 15 und 20 gebundenen Wasserstoffatome in α-, das an C-3 gebundene in β-Stellung stehen.